# Alanen (sjö i Södra Savolax)
Alanen är en sjö i Finland. Den ligger i kommunen Rantasalmi i landskapet Södra Savolax, i den sydöstra delen av landet, 270 km nordost om huvudstaden Helsingfors. Alanen ligger 97,7 meter över havet. Arean är 9,84 kvadratkilometer och strandlinjen är 31,71 kilometer lång. Sjön  ingår i Vuoksens huvudavrinningsområde.   I omgivningarna runt Alanen växer i huvudsak blandskog. Den sträcker sig 6,3 kilometer i nord-sydlig riktning, och 5,0 kilometer i öst-västlig riktning.
I övrigt finns följande i Alanen:
- Nirkko (en ö)
- Korholansaari (en ö)
- Särkiluoto (en ö)
- Aittosaari (en ö)